# Herb Wysp Alandzkich
Herb Wysp Alandzkich został nadany temu terytorium w 1560, kiedy kraj należał jeszcze do Szwecji, przez króla Gustawa I Wazę. Wedle oryginalnej koncepcji w herbie miały być dwie sarny na czerwonym tle, z dziewięcioma czerwonymi różami, jakie do dziś posiada Finlandia, jednak ten pomysł nigdy nie przyjął się na Wyspach. Dziś na niebieskim tle przedstawiony jest złoty jeleń. Całość okrywa korona baronowska. 
W latach 40. XIX w. odkryto, że niemal cztery wieki wcześniej popełniono pomyłkę i herb nadany Wyspom Alandzkim przeznaczony był dla Olandii.

Herb Gotlandii
Herb Olandii